# فتح تهران
فتحِ تهران یکی از رویدادهای کلیدی جنبش مشروطه ایران است که طی آن نیروهای مشروطه‌خواه از گیلان و نیروهای بختیاری از اصفهان در نزدیکی تهران به یکدیگر پیوستند و با فتح تهران به استبداد صغیر پایان دادند و پایتخت سلطنت قاجار را در تاریخ ۲۵ تیر ۱۲۸۸ از کنترل محمدعلی شاه خارج کردند. در پی این رویداد، محمدعلی شاه از سلطنت خلع شد و با افتتاح مجلس شورای ملی دوم، استقرار حکومت سلطنت مشروطه در ایران، پس از وقفه‌ای چند ماهه، دوباره از سر گرفته شد.
در پی کشمکش‌های متعددی که در سال‌های ۱۲۸۶ و ۱۲۸۷ بین محمدعلی شاه و مجلس شورای ملی روی داده بود، در ۲ تیر ۱۲۸۷ شاه مجلس شورای ملی را منحل و در تهران حکومت نظامی اعلام کرد. اگرچه شاه اعلام کرده بود همچنان به مشروطه وفادار است، بسیاری از مشروطه‌خواهان در تهران و سایر شهرهای ایران دستگیر یا فراری شدند. در تبریز، اما نیروهای حکومتی نتوانستند کنترل شهر را در دست گیرند و مجاهدان مشروطه به رهبری ستارخان و باقرخان، دست به مقاومت مسلحانه زدند. مقاومت مردم تبریز امید مشروطه‌خواهان را زنده نگه داشت و در حالی که فعالان سیاسی تبعیدی و علمای نجف کودتای محمدعلی شاه را محکوم می‌کردند، در رشت و اصفهان، جنبش‌هایی شکل گرفت که نهایتاً به تسخیر این شهرها توسط مشروطه‌خواهان انجامید.
در ۱۵ اردیبهشت ۱۲۸۸، چندصد نفر از نیروهای مشروطه‌خواه رشت به فرماندهی محمدولی خان تنکابنی و یپرم خان قزوین را تصرف کردند تا در گام بعدی به سمت تهران حرکت کنند. از جنوب نیز نیروهای بختیاری، به رهبری سردار اسعد بختیاری در ۳۱ اردیبهشت ۱۲۸۸ از اصفهان به سمت تهران حرکت کرد و در نهایت به اردوی گیلان که از کرج عبور کرده بود و به نزدیکی تهران رسیده بود، پیوست. سردار مریم بختیاری و تعدادی از نیروهای بختیاری، قبل از ورود نیروهای مشروطه‌خواه، مخفیانه وارد تهران شدند تا به محض شروع درگیری‌ها بتوانند در داخل شهر، در اطراف مجلس سنگربندی کنند. نیروهای مشروطه‌خواه در روز ۲۲ تیر موفق شدند وارد تهران شوند. زد و خورد در شهر به مدت سه روز ادامه یافت تا این که در روز ۲۵ تیر، محمدعلی شاه به سفارت روسیه پناهنده شد و پایتخت به کنترل مشروطه‌خواهان درآمد. در پی فتح تهران، مجلس عالی تشکیل شد که محمدعلی شاه را از سلطنت خلع و فرزندش احمد میرزا به سلطنت منصوب کرد. عضدالملک، نایب‌السلطنه، محمدولی خان تنکابنی رئیس دولت و وزیر جنگ، سردار اسعد بختیاری وزیر داخله و یپرم خان رئیس نظمیه تهران شدند.
یکی از ویژگی‌های منحصربفرد این رویداد، مداخله ایل بختیاری در جنبش مشروطه بود که اولین مشارکت یکی از ایل‌های ایرانی به نفع جریان مشروطه محسوب می‌شود؛ تا قبل از آن ایلات ایران یا مداخله‌ای در مشروطه نداشتند یا به نفع محمدعلی شاه در میدان حاضر می‌شدند.

## پیش‌زمینه

### تهران
در پی کشمکش‌های متعددی که در سال‌های ۱۲۸۶ و ۱۲۸۷ بین محمدعلی شاه قاجار و مجلس شورای ملی روی داده بود، در ۴ خرداد ۱۲۸۷ محمدعلی شاه از تهران به باغ شاه رفت و پنج روز بعد طی یک اعلامیه تلگرافی به کل کشور، مشروطه‌خواهان را سبب تزلزل ملت و حکومت ایران دانست. محمدعلی شاه پس از تقویت قوای نظامی، به بریگاد قزاق به فرماندهی لیاخوف مأموریت داد مقاومت مجلس را در هم بشکند. در روز دوم تیر ۱۲۸۷ مجلس به توپ بسته شد، مشروطه‌خواهان پس از متحمل شدن تلفات زیادی شکست خوردند و جمعیتی انبوه، مجلس شورای ملی، دفاتر احزاب مشروطه‌خواه و منزل سران مشروطه را غارت کرد. در پی پیروزی کودتا، شاه مجلس شورای ملی را منحل و در تهران حکومت نظامی اعلام کرد. لیاخوف فرماندار نظامی تهران شد و ۳۹ نفر از مشروطه‌خواهان به اسارت درآمدند.

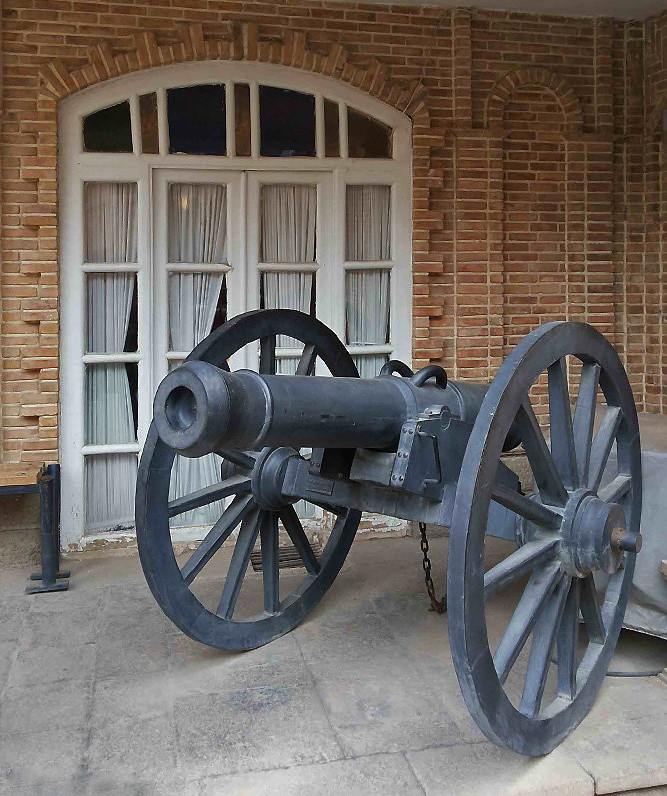
توپ جنگی که در نبردهای دوران مشروطیت مورد استفاده قرار می‌گرفت؛ نمونه به نمایش درآمده در خانه مشروطه تبریز

با پیروزی قوای دولتی، نیروهای مشروطه‌خواه تحت تعقیب قرار گرفتند و بسیاری از آنان دستگیر، شکنجه و کشته شدند. در شهرهای دیگر مانند انزلی و اردبیل هم مشروطه‌خواهان شاخص شکنجه و اعدام شدند. عده دیگری نیز به کشورها یا سفارتخانه‌های خارجی پناه بردند یا به نحوی پنهان شدند تا از گزند نیروهای دولتی در امان بمانند. دفاتر روزنامه‌ها و انجمن‌ها در هم شکسته و غارت شد. محمدعلی شاه ابتدا اعلام کرد که به مشروطه وفادار است و تا سه ماه آینده، مجلس جدیدی را ترتیب خواهد داد.
در حالی که با به توپ بستن مجلس، مشروطه‌خواهان در تهران و بسیاری از شهرهای دیگر کشور، طی مدت کوتاهی شکست خوردند و دستگیر یا متواری شدند، اما در تبریز مجاهدان مشروطه خواه، نیروهای سلطنتی را عقب راندند و به مشروطه‌خواهان در دیگر نقاط کشور انگیزه و امید بخشیدند. با موفقیت مشروطه‌خواهان در آذربایجان، اصفهان و گیلان، ناآرامی‌ها در نقاط دیگر کشور هم اوج گرفت و شهرهای بوشهر، بندرعباس، کرمانشاه و مشهد هم از کنترل نیروهای دولتی خارج شد. منابع مالی دربار رو به اتمام رفت و بانک‌های خارجی هم وام جدیدی برای تأمین مخارج نیروهای قزاق نپرداختند.

### اصفهان و ایل بختیاری
پس از بر تخت نشستن محمدعلی شاه، اصفهان گرفتار ناامنی و کمبود نیروی نظامی بود. محمدعلی شاه اقبال‌الدوله، والی آذربایجان را به ولایت اصفهان منصوب کرد. اقبال‌الدوله، حاکمی سختگیر و خشن بود و حکومت او در اصفهان با نارضایتی مالکان و کشاورزان همراه شد. شمار مشروطه‌خواهان اصفهان رو به فزونی بود که در قالب انجمن‌های سری، انجمن ولایتی و مجالس مذهبی فعالیت می‌کردند.
بختیاری‌ها مجموعه‌ای از طایفه‌های مختلف بودند که در ناحیه رشته کوه زاگرس در جنوب اصفهان تا شمال خوزستان زندگی می‌کردند. سه شاخه مهم خانوادگی در بین بختیاری‌ها عبارت بود از ایلخانی، حاجی ایلخانی و ایلبگی. در پی پیمانی که پس از درگذشت حسین‌قلی خان بختیاری بین خانواده‌های ایلخانی و حاجی ایلخانی بسته شد، مقام ایلخانی و ایلبگی بین دو خانواده تقسیم شد به طوری که مقام ایلخانی به مسن‌ترین فرد از این دو خانواده و مقام ایلبگی به خانواده دیگر می‌رسید؛ بنابراین، خانواده ایلبگی از قدرت در ایل بختیاری کنار گذاشته شده بود. در سال ۱۲۸۷ بختیاری‌ها محافظت از جاده اهواز-اصفهان و همچنین محافظت از تأسیسات نفتی شرکت دارسی را بر عهده داشتند که منافع سرشار آن به خانواده‌های ایلخانی و حاجی ایلخانی می‌رسید. بین این دو خانواده نیز رقابت برای در دست داشتن قدرت در جریان بود. در این سال، محمدعلی شاه، صمصام‌السلطنه را از مقام ایلخانی برکنار کرد و سردار ظفر را که دسته‌ای از تفنگچیان بختیاری را به نشانه وفاداری به شاه، به محاصره تبریز فرستاده بود، به مقام ایلخانی منصوب نمود. بنابراین صمصام‌السلطنه با ضرغام‌السلطنه، رئیس خانواده ایلبگی متحد شد و تصمیم گرفت به نفع مشروطه‌خواهان اصفهان وارد کارزار شود.
مهدی ملک‌زاده، مداخله بختیاری‌ها در جنبش مشروطه را بسیار تأثیرگذار و در عین حال غافل‌گیرکننده می‌داند؛ چرا که برخلاف مردم آذربایجان و گیلان، بختیاری‌ها آگاهی چندانی از افکار آزادی‌خواهانه و مشروطه‌خواهانه نداشتند و اکثر خان‌ها آنها با دربار محمدعلی شاه ارتباط نزدیکی داشتند.
سهراب یزدانی معتقد است که اگرچه در بین سران و خان‌های بختیاری، درجاتی از آگاهی سیاسی وجود داشت؛ چنان‌که زنان خان‌ها روزنامه و کتاب می‌خواندند و خواستار حق رای برای زنان بودند، اما این سطح از آگاهی را نمی‌توان به همه طبقات بختیاری‌ها تعمیم داد. به اعتقاد یزدانی، توده ایل بختیاری فقیر و کم‌اطلاع بودند و از ماهیت مشروطه چیزی نمی‌دانستند. روحیه ظلم‌ستیزی که بر بختیاری‌ها حاکم بود، به‌طور مثال باعث شد گروهی از تفنگچیانی که برای مقابله با مقاومت مردم تبریز در برابر استبداد صغیر رهسپار شده بودند، در میانه راه نافرمانی کنند و راهی حرم عبدالعظیم شوند، اما به گفته یزدانی آنها «شیفته حکومت انتخابی یا پشتیبان حقوق مردم نبودند»؛ بلکه متزلزل شدن پایه‌های قدرت محمدعلی شاه باعث پیوستن بعضی از خان‌های بختیاری به مشروطه، به امید کسب سود مالی و سیاسی شد.

### گیلان
گیلان جمعیتی کمتر از ۳۰۰ هزار نفر داشت که به دلیل مبادلات تجاری از طریق دریای خزر، اقتصادی شکوفا داشت. اقتصاد گیلان تابعی از نوسانات عرضه و تقاضا در کشورهای دیگر بود و نبض اقتصادی منطقه را بازرگانان خارجی در دست داشتند. افرادی با ملیت‌های مختلف در منطقه زندگی می‌کردند و چند مدرسه مدرن هم در رشت دایر بود. نیکیتین، یک مأمور سیاسی روسیه، گیلان را پیشرفته‌ترین منطقه ایران از حیث نفوذ افکار آزادی‌خواهانه دانسته بود.
طبقه‌های دهقانی و کارگری در گیلان، فعال بودند و حرکت‌های اعتراضی ترتیب می‌دادند؛ مثلاً دهقانان روستایی اجاره و مالیات به مأموران دولت پرداخت نمی‌کردند و آنها را به ده خود راه نمی‌دادند. در مواردی، با اربابان محلی درگیر شدند و اموالشان را به آتش کشاندند. در رشت خدمتکاران خانگی و در انزلی باربران بندر و قایق‌رانان اتحادیه تشکیل دادند و با هدف افزایش دستمزد اعتصاب کردند. ماهی‌گیران محلی به انحصار صیادی کمپانی لیانازوف اعتراض می‌کردند. فرقه اجتماعیون عامیون، انجمن ابوالفضل و اجتماعیون قفقاز از گروه‌های سیاسی فعال در گیلان بودند. مشارکت دهقانان در رویدادهای انقلاب مشروطه، یک ویژگی منحصربفرد در جنبش مشروطه ایران به‌شمار می‌رفت.
انجمن ایالتی رشت تنها انجمنی بود که یکی از رهبران آن؛ هارطون گالستیان، ارمنی بود. مجاهدان رشت با انتشار شب‌نامه، از حقوق برابر اقلیت‌های مذهبی دفاع می‌کردند. یهودیان و ارمنیان به انجمن رشت رفت و آمد داشتند.
یکی از اقدامات محمدعلی شاه، بعد از تعطیلی مجلس، منصوب کردن محمدعلی سردار افخم به حکومت گیلان بود. او اگرچه حاکمی خودکامه بود، اما نتوانست مانع فعالیت مخفیانه انجمن‌ها در رشت و بندر انزلی و نافرمانی دهقانان در منطقهٔ تالش شود. او برای سرکوب نافرمانی‌ها، به کمک مالک بزرگ منطقه تالش، سردار امجد، به آنجا لشکرکشی کرد. اما نیروهای دولتی مغلوب شدند و گریختند که این رویداد در از دست دادن ابهت و هیمنه حاکم گیلان تأثیرگذار بود.

### تبریز
در پی تعطیلی مجلس و اقدامات محمدعلی شاه، انجمن ایالتی تبریز، در غیاب مجلس شورای ملی، خود را «دولت موقت آذربایجان» نامید. مرکز غیبی با روشنفکران ارمنی ائتلاف کرد و ضمن تماس با سوسیال‌دموکرات‌های باکو، یکصد داوطلب مسلح قفقازی را در اختیار گرفت. داوطلبان مسلح تبریزی تحت رهبری ستارخان و باقرخان متشکل شدند. ستارخان، کدخدای محلهٔ امیرخیز و باقرخان کدخدای محلهٔ خیابان در تبریز بودند. مشروطه‌خواهان مناطقی از تبریز، عموماً محله‌های متوسط مانند شیخی و امیرخیز را تصرف کردند و در مقابل، امام جمعه محلی نیز طرفداران محمدعلی شاه را متشکل نمود و با حمایت قبایل شاهسون در مناطق فقیرنشین مانند سرخاب سنگربندی کردند. روحانیان محافظه‌کار، برای همراه کردن توده‌های فقیر جامعه، آنها را نسبت به لیبرال‌ها بدبین می‌کردند. بدین ترتیب، محلات طبقه متوسط‌نشین تبریز به سنگر مشروطه‌خواهان و مناطق فقیرنشین آن، به سنگر مخالفان مشروطه تبدیل شد. بعد از این که مشروطه‌خواهان توانستند در مهر ۱۲۸۸ کل شهر را تصرف کنند، تحت محاصره ٴ روستاییان و شاهسون‌ها قرار گرفتند. در دی ۱۲۸۷، صمد شجاع‌الدوله، سردسته سلطنت‌طلب قراداغ، مراغه را تصرف کرد و به سمت تبریز راند. محاصره در تاریخ ۱۵ بهمن ۱۲۸۷ کامل شد و تمام راه‌های ورودی و خروجی شهر به کنترل کامل نیروهای دولتی درآمد.
در اواسط فروردین ۱۲۸۸ (اواسط آوریل ۱۹۰۹) روسیه و انگلستان توافق کردند که گروهی از سربازان روس، وارد خاک ایران شوند و محاصره را بشکنند. آنها اطمینان دادند که حضور این نیروها در تبریز موقتی خواهد بود. این تصمیم در ابتدا مورد موافقت انجمن قرار نگرفت، اما در نهایت موافقت انجمن هم جلب شد. ستارخان و باقرخان به دیدار زنارسکی رفتند و به نیروهای مجاهد دستور دادند اجازه دهند نیروهای روس وارد تبریز شوند. نیروهای دولتی ایران پراکنده شدند. اما حضور روس‌ها در شهر موقتی نبود.
مقاومت تبریز، باعث شد مشروطه‌خواهان در شهرهای دیگر برانگیخته شوند و تکاپوی خود را از سر بگیرند. در خراسان، فارس و گرگان حرکت‌های جدیدی شکل گرفت و از آن مهم‌تر، حرکت‌هایی بود که در اصفهان و گیلان شکل گرفت.

### خارج از ایران
بخشی از علمای نجف، مرکز دینی شیعه امامیه، که پیش از به توپ بستن مجلس از مشروطه دفاع می‌کردند، با ارسال تلگراف و صدور فتوا، به صورت سلبی (مطرود و غصبی دانستن حکومت محمدعلی شاه) یا ایجابی (صدور دستور مقاومت برای مخاطبان و مقلدان) نسبت به این واقعه واکنش نشان دادند. آخوند خراسانی، محمدحسین تهرانی و عبدالله مازندرانی، سه روحانی پرنفوذ ساکن نجف، از مشروطه پشتیبانی کردند و شاه و دولتیان را غاصب دانستند. آنها دادن مالیات به دولت غاصب را حرام اعلام کردند و مخالفت با اساس مشروطیت را در حکم محاربه با امام زمان دانستند.
انجمن سعادت که در خرداد و تیر ۱۲۸۷ در استانبول تأسیس شده بود و مشروطه‌خواهان تبعیدی عثمانی، تفلیس و باکو در آن عضویت داشتند، روابط خوبی با حزب اتحاد و ترقی برقرار کرد. این انجمن علاوه بر کمک‌هایی که به مقاومت تبریز می‌کرد و اخبار تبریز را به جهان مخابره می‌نمود، با علمای مشروطه‌خواه نجف و تبعیدیان اروپا در تماس بود و تجمعات مسالمت‌آمیزی نیز در مقابل سفارت‌خانه‌های خارجی در استانبول برگزار می‌کرد.
در پاییز ۱۲۸۷ حدوداً دویست روشنفکر تبعیدی ایران در اروپا به سر می‌بردند. بسیاری از آن‌ها فعالیت سیاسی خود را در خارج از ایران پی گرفته بودند. از جملهٔ این افراد، تقی‌زاده، معاضدالسلطنه، محمدعلی تربیت و محمدصادق طباطبایی بودند که ارتباط خوبی با ادوارد براون داشتند. ادوارد براون تلاش کرد در افکار عمومی انگلستان تصویر مثبتی از جنبش مشروطه ایران ارائه دهد. در آن دوران، بسیاری از سیاستمداران انگلیسی بیم داشتند که پیروزی جنبش در ایران، باعث بروز ناآرامی‌های مشابهی در هند و مصر شود. اما براون روایتی از مبارزات ایرانیان ارائه می‌داد که تا آنها را مجاب کند که برای ایران استثنا قائل شوند. در ۲۲ مهر ۱۲۸۷ (۱۵ اکتبر ۱۹۰۸) تقی‌زاده و معاضدالسلطنه بیانیه‌ای موسوم به بیانیهٔ پناهندگان را در نشریهٔ تایمز لندن منتشر کردند و در آن با بیان دستاوردهای مجلس مشروطه، از قدرت‌های اروپایی خواستند از شاه ایران حمایت مادی و معنوی نکنند. در روز ۶ آبان آنها با ۲۵ عضو پارلمان انگلیس دیدار کردند. روز بعد، کمیتهٔ ایران در پارلمان انگلیس تأسیس شد. اعضای این کمیته همچنین با سردار اسعد بختیاری که در آن زمان در لندن به سر می‌برد، دیدار کردند و او را به مداخله به نفع مشروطه‌خواهان ترغیب کردند.

### نیروهای مسلح
در دوران قاجار، تشکیلات منسجم و منظمی تحت عنوان ارتش وجود نداشت. ناصرالدین شاه در سفر دوم خود به اروپا، با مشاهده ارتش روسیه، به فکر تأسیس سازمان مشابهی در ایران افتاد و از تزار روس درخواست کرد تا مستشاری را بدین منظور مأمور کند. با ورود دومانتویچ به ایران در سال ۱۸۸۹ میلادی (۱۲۶۸ خورشیدی)، گروهی از سواران بادکوبه‌ای برای تعلیم به وی سپرده شدند که سرآغاز شکل‌گیری بریگاد قزاق در ایران بود. نفوذ این یگان به مرور بیشتر شد، چنان‌که در زمان کشته شدن ناصرالدین شاه، حفظ امنیت تهران تا انتخاب و روی کار آمدن شاه جدید بود. تخمین زده می‌شود که در سال ۱۲۸۱ حدود ۱۶۰۰ نیروی قزاق وجود داشت که ۱۳۰۰ نفر از آنها داوطلب و مابقی از ایل شاهسون بودند. در اواخر سلطنت مظفرالدین شاه، بریگاد قزاق با مشکلات مالی مواجه بود و بودجه کافی از سوی دولت دریافت نمی‌کرد و از این رو، برای تحت فشار گذاشتن دولت، در جاهایی از خواسته‌های دولت سرپیچی می‌کرد. قدرت گرفتن قزاق‌ها در ایران که به نوعی حافظ منافع دولت روسیه به‌شمار می‌آمدند، مورد اعتراض نمایندگان مجلس اول قرار داشت. از سوی دیگر، فساد مالی روسای قوای قزاق (مانند چرنوزبوف) باعث شده بود دستمزد قزاق‌ها با تأخیر مواجه شود و به‌طور کامل پرداخت نشود. ولادیمیر لیاخف در سال ۱۲۸۶ برای ساماندهی قوای قزاق وارد ایران شد و فرماندهی این نیروهای مسلح را بر عهده گرفت.
در دوران قاجار، ایلات نیز از قدرت نظامی و بعضاً سیاسی برخوردار بودند و در صورت لزوم برای شاه یا حاکمان ولایات نیروی نظامی فراهم می‌کردند؛ از جمله بختیاری‌ها، افشاری‌ها، کردها، قشقایی‌ها، قراگوزلوها و عرب‌های خمسه در فارس. در عین حال، یکی از خصلت‌های ایل‌های قدرتمند، گریز از مرکز و شورش مقابل حکومت مرکزی بود. علاوه بر این، حاکمان ولایات و ایالات نیز از آنجا که به صورت محلی سربازگیری می‌کردند و در تأمین امنیت منطقه خود و سرکوب شورشهای احتمالی منطقه‌ای نقش ایفا می‌نمودند از توان نظامی برخوردار بودند.

## رویدادها

### تسخیر اصفهان
در روز هفتم دی ۱۲۸۷، بازاریان و اصناف اصفهان بازار را تعطیل کردند و در مسجد شاه گرد آمدند. ملکزاده شروع درگیری‌ها را به دلیل بدرفتاری سربازان ملایری اقبال‌الدوله، حاکم اصفهان با مردم می‌داند. ملکزاده می‌گوید بازاریان دکان‌ها را بستند و آنها که سلاح داشتند، در بلندی‌ها سنگر گرفتند و به سمت ساختمان‌های دولتی تیراندازی کردند. در مقابل، سربازان اقبال‌الدوله هم دست به غارت اموال مردم می‌زدند. درنتیجه گروه مردم معترض، انبوه‌تر شد و مردم در مسجد شاه تحصن کردند. نورالله نجفی اصفهانی، روحانی بانفوذ اصفهان، در مجالس خود از جنبش مردمی حمایت می‌کرد. او به اتفاق سردار اسعد بختیاری که به تشویق دوستان مشروطه‌خواهش، از اروپا به اصفهان بازگشته بود، برای مذاکره، نزد خان‌های بختیاری رفت و برای صمصام‌السلطنه بختیاری پیغام فرستاد تا مداخله نظامی کند و کنترل اصفهان را به دست گیرد. صمصام‌السلطنه برای مداخله، سه شرط تعیین کرد: تضمین بزرگان شهر برای کمک به بختیاری‌ها، پرداخت مواجب به سواران بختیاری و ملحق شدن چند نفر از بزرگان شهر به سواران بختیاری قبل از ورود آنها به شهر. این سه شرط بی‌درنگ پذیرفته شد.
با انتشار خبر پیوستن بختیاری‌ها به جنبش، اقبال‌الدوله در تلاش برای سرکوب مخالفان تا قبل از رسیدن قوای بختیاری، دستور حمله به مسجد شاه را صادر کرد. اما مشروطه‌خواهان درهای مسجد را بستند و از بام به مهاجمان شلیک کردند. نیروهای دولتی بعد از این که نتوانستند با شلیک توپ به گنبد مسجد مانع شلیک مدافعان شوند، به مسجد شیخ لطف‌الله رفتند و از پشت بام با نیروهای مدافع تبادل آتش کردند. گروهی از نیروهای مسلح اقبال‌الدوله نیز به بازار حمله‌ور شدند. ملکزاده گزارش کرده است که صدای توپها شهر را به لرزه انداخته بود و محوطه مسجد از دود باروت و هیاهوی نیروهای درگیر آکنده شد. درگیری‌ها تا زمان ورود قوای بختیاری به شهر ادامه پیدا کرد.
در روز دوازدهم دی، سواران بختیاری به رهبری ضرغام‌السلطنه با نیروهای دولتی در اصفهان درگیر شدند و اقبال‌الدوله بعد از چند روز درگیری به کنسولگری بریتانیا پناهنده شد. صمصام‌السلطنه در روز ۱۵ دی وارد اصفهان شد و اداره شهر را در دست گرفت. او خود را حاکم اصفهان قلمداد نکرد و به جای آن، خواستار برگزاری انتخابات و تشکیل انجمن ولایتی شد. پشتیبانی ایل بختیاری از مشروطه‌خواهان اصفهان اهمیت تاریخی ویژه‌ای دارد؛ چون تا آن زمان، ایل‌های مهم کشور یا در مقابل مشروطه صف‌آرایی کرده بودند یا موضعی منفعل و بی‌طرف داشتند.
با این که صمصام‌السلطنه برای مداخله به نفع مشروطه‌خواهان، اهداف شخصی برای بازپس‌گیری مقام ایلخانی ایل بختیاری را داشت اما اهداف او به یک نزاع درون‌ایلی محدود نماند و وارد مبارزه با حکومت مرکزی و تلاش برای حاکمیت قانون در کشور شد.
دولت برای مقابله با شورش، حکومت اصفهان را به عبدالحسین میرزا فرمانفرما سپرد و او را با چندصد سوار بختیاری به رهبری ظفرخان راهی اصفهان کرد. اما عبدالحسین میرزا تصمیم گرفت که به اصفهان نرود. او به اتفاق سربازان بختیاری که تمایل به جنگیدن با اقوام و خویشان خود نداشتند، از کاشان جلوتر نرفتند. ظفرخان هم نیروهای نظامی خود را پراکنده کرد.

### تسخیر گیلان
گروهی از مشروطه‌خواه با محوریت کریم خان رشتی و برادرش، عبدالحسین خان معزالسلطان گرد هم آمدند و تصمیم گرفتند برای سرنگونی سردار افخم از سوسیال دموکرات‌های قفقاز کمک بخواهند. آنها از نفوذ بالایی در منطقه برخوردار بودند؛ هم از چهره‌های شناخته شده سیاسی در دوران مجلس اول شورای ملی بودند، هم با سوسیال دموکرات‌ها ارتباط داشتند و هم با سردار منصور، زمین‌دار بزرگ منطقه (که ساکن تهران بود) روابط خوبی برقرار کرده بودند. این دو برادر، در آبان ۱۲۸۷، در سفری که به تفلیس داشتند، با حزب سوسیال دموکرات روسیه توافق کردند که تعدادی از نیروهای کارآزموده را برای کمک به مبارزه در گیلان اعزام نمایند. در گام نخست، ۲۳ داوطلب به رهبری والیکو به رشت آمدند، ولی تعداد آنها به تدریج به ۳۵ نفر رسید. آنها در ساختن فشنگ، نارنجک و بمب دستی و شناسایی نقاط حساس شهر برای طراحی حمله، کمک کردند. تعداد این داوطلبان در ادامه و با پیروزی‌هایی که بعداً به دست آمد، به ۳۰۰ نفر هم رسید.
تا قبل از این رویدادها، رابطه برادران رشتی با ارمنی‌های حزب داشناک، چندان دوستانه نبود؛ چون به عنوان عناصری آشوب‌طلب تلقی می‌شدند. رهبران این حزب که در پی مداخلات روس‌ها در درگیری‌های سال‌های ۱۹۰۳ تا ۱۹۰۵ با ترک‌های آذربایجان ناراضی بودند، همکاری با احزاب پیشرو و ترقی‌خواه را در دستور کار قرار داده بودند؛ چنان‌که در مبارزات مشروطه در عثمانی هم مشارکت کرده بودند. در سازماندهی مشروطه‌خواهان برای تسخیر گیلان نیز فعالان ارمنی، از ابتدای برنامه‌ریزی‌ها برای مبارزه دعوت نشده بودند. گروه فعال دیگری که با گرایش‌های مذهبی تحت عنوان انجمن طلاب رشت فعال بود، توسط میرزا کوچک خان رهبری می‌شد که روز قبل از عملیات در کنسولگری عثمانی در رشت بست نشستند و خواستار بازگشت مشروطه شدند. یزدانی، این کار را احتمالاً جزئی از نقشه برادران رشتی می‌داند تا بتواند حواس نیروهای دولتی را نسبت به اهداف اصلی پرت کند.

مشروطه‌خواهان مسلح در گیلان

در ۱۹ بهمن ۱۲۸۷، طرح معزالسلطان عملیاتی شد. به صورت همزمان، گروهی از افراد مسلح به رهبری معزالسلطان به باغ مدیریه حمله کردند که در طی زدوخوردها، سردار افخم کشته شد و گروه دیگر به رهبری والیکو به دارالحکومه در مرکز شهر تاختند و با نیروهای قزاق مدافع درگیر شدند. مدافعان دارالحکومه نیز پس از سه ساعت تسلیم شدند و اداره شهر به دست مشروطه خواهان افتاد. در این نبرد حدوداً ۵۰ تا ۶۰ نفر شرکت داشتند که شامل ۳۰–۳۵ گرجی و ۱۰ نفر ارمنی بودند. ارمنیان به رهبری یپرم خان، در میانه زدوخوردها به شورشیان پیوسته بودند.
سران قیام، برای اداره شهر، کمیته‌ای تشکیل دادند و نام آن را کمیته ستار گذاشتند. معزالسلطان، میرزا حسین کسمایی، محمدعلی تربیت و یپرم خان در این کمیته عضویت داشتند. رهبران کمیته، سیاستی میانه‌رو در پیش گرفتند و از محمدولی خان سپهدار تنکابنی دعوت کردند تا حکومت گیلان را در دست گیرد. سپهدار، از زمین‌داران بزرگ منطقه بود و سابقه‌ای در مخالفت با مشروطه داشت؛ چنان‌که در روزهای اول انقلاب مشروطه، دستور داده بود تا به مردم بی‌سلاح در مسجد جامع تهران تیراندازی کنند. او همچنین در محاصره تبریز شرکت داشت. اما بعد، با سران جنبش تبریز همدلی نشان داد و با ترک محاصره به تنکابن بازگشت و انجمنی در دفاع از مشروطه تشکیل داد. مخبرالسلطنه در کتاب خاطرات و خطرات، او را «مرد شش‌دانگ روس» قلمداد کرده است. با این حال، کمیته ستار به دلایلی از جمله احتمالاً تجربه حکمرانی او، به دست آوردن اعتماد زمینداران و جلوگیری از رو در رویی احتمالیش با قیام رشت، او را برای اداره شهر دعوت کرد و او نیز پذیرفت.
همچنین به منظور برنامه‌ریزی برای تصرف تهران، یک کمیسیون جنگ تشکیل شد که در آن معزالسلطان به نمایندگی از گیلانی‌ها، سید علی مرتضوی به نمایندگی از تبریزی‌ها، یپرم خان به نمایندگی از ارمنیان، والیکو به نمایندگی از گرجیان، احمد صادقف به نمایندگی از قفقازی‌ها و پانف بلغاری در آن عضویت داشتند.

### تسخیر قزوین
کمیته ستار پس از کنترل کامل رشت، به انزلی نیز دست یافت و در اندیشه فتح تهران، در اسفند ۱۲۸۷ عازم منجیل و رودبار و پس از آن قزوین شد. مسیر رشت-قزوین، به استثنای ۶۰ کیلومتر آخر، تا اواخر اسفند تحت کنترل قوای مشروطه‌خواه درآمد و با اعزام نیرو از تهران، قزوین که میانه راه رشت به تهران بود، به میدان جنگ مبدل شد. نیروهای مشروطه‌خواه در مسیر قزوین تنها سه بار از سوی ایل غیاثوند مورد هجمه پراکنده قرار گرفتند اما درگیری اصلی در قزوین اتفاق افتاد که سه ساعت به طول انجامید و طی آن، ۶ نفر از مشروطه‌خواهان کشته و ۲۲ نفر مجروح شدند. در روز ۱۵ اردیبهشت ۱۲۸۸، چندصد نفر از نیروهای مشروطه‌خواه رشت وارد قزوین شدند و آن شهر را از کنترل نیروهای دولتی خارج کردند. سابلین، کاردار سفارت روسیه در تهران به قزوین رفت و با سپهدار برای توقف پیشروی به سوی پایتخت مذاکره کرد اما سپهدار گفت که توانایی بازگرداندن نیروهای انقلابی به رشت را ندارد. محمدعلی شاه که خطر را جدی می‌دید و از سوی سفارت‌خانه‌های انگلیس و روسیه تحت فشار بود، از مواضع خود عقب‌نشینی کرد و با تداوم رژیم مشروطه و افتتاح مجلس شورای ملی موافقت کرد و به پاداش این تصمیم، فوراً وامی به مبلغ ۲٫۵ میلیون فرانک از روسیه دریافت کرد. به این جهت، تقی‌زاده و همفکران او در تبریز، با تسخیر تهران مخالفت کردند. تقی‌زاده با توجه به حضور نیروهای روسیه در تبریز، احتمال ورود نیروهای روسیه به انزلی و بروز جنگ با حکومت تزاری را جدی می‌دانست. اما بسیاری از سران مشروطه مانند کریم رشتی و ستارخان به تسخیر تهران و خلع محمدعلی شاه اصرار داشتند. پس از تسخیر شدن قزوین، والیکو که به گفته ابراهیم فخرایی میانه خوبی با یپرم نداشت، از مشروطه‌خواهان جدا شد و همراه با نفرات گرجی تحت فرمانش به روسیه بازگشت که در آنجا دستگیر و اعدام شد.

### تسخیر تهران
برای تحت فشار گذاشتن نیروهای مشروطه‌خواه، روسیه ارتشی را برای ورود به خاک ایران روانه کرد. این نیروها شامل یک هنگ قزاق، یک سپاه پیاده و یک واحد توپخانه در ۹ تیر ۱۲۸۸ در باکو تجمع کرده بودند و پنج روز بعد، بنا به گزارش کنت الکساندر بنکندورف، سفیر وقت روسیه در لندن، به انزلی و قزوین اعزام شدند. آنها در روز ۲۰ تیر وارد قزوین شدند. در این زمان، سپهدار و سردار اسعد نامه‌ای به محمدعلی شاه فرستادند و تقاضاهای خود را مطرح کردند که شامل خروج نیروهای روسیه از ایران، انتخاب وزیران توسط انجمن‌های ایالتی و اخراج چند تن از نزدیکان شاه می‌شد. شاه با این خواسته‌ها مخالفت کرد؛ بنابراین نیروهای مشروطه‌خواه تصمیم گرفتند به تهران حمله کنند. در پیشروی به سمت تهران، نخستین زد و خوردی که رخ داد، در نیمه راه قزوین به تهران در ینگی امام بود که سه ساعت طول کشید و با پیروزی مشروطه‌خواهان همراه بود. در حالی که اغلب نیروهای مشروطه‌خواه برای استراحت، در ینگی امام توقف کرده بودند، چهار گروه پیشتاز از مجاهدان به فرماندهی یپرم خان، اسدالله خان سرتیپ، حاجی موسی‌خان میرپنج و میرزا علی خان کجوری سالار فاتح به سمت کرج پیشروی کردند و در کرج با فرار نیروهای دولتی مدافع شهر مواجه شدند. تعقیب کردن آنها توسط نیروهای مشروطه‌خواه منجر به یک درگیری شبانه شد که طی آن ۲۲ نفر (از جمله حاجی موسی خان میرپنج) کشته و ۲۹ نفر زخمی شدند و در نهایت هم مجبور شدند که از تعقیب منصرف شوند و به کرج عقب‌نشینی نمایند.
از جنوب نیز نیروهای بختیاری، به رهبری سردار اسعد بختیاری در ۳۱ اردیبهشت ۱۲۸۸ از اصفهان به سمت تهران حرکت کرد. محمدعلی شاه تعدادی از نیروهای بختیاری وفادار به خود را با فرماندهی امیرمفخم به مقابله با آنها فرستاد (به گفته فخرایی، متشکل از ششصد سوار، چهارصد قزاق، تعدادی چریک و سه توپ جنگی) که در ارتفاعات حسن‌آباد موضع گرفتند و توپ‌های خود را مستقر کردند. اما سردار اسعد بعد از این که از متقاعد کردن امیرمفخم برای ترک مخاصمه ناامید شد، آن نیروها را دور زد و به رباط کریم رفت و در نهایت به اردوی گیلان که از کرج عبور کرده بود و به نزدیکی تهران رسیده بود، پیوست. به گزارش فخرایی، در موقع نزدیک شدن نیروهای بختیاری به اردوی نیروهای گیلان، آنها به تصور این که نیروهای دولتی با لباس مبدل به آنها نزدیک می‌شوند، به سوی آنها آتش گشودند و بین دو گروه درگیری رخ داد که با تلفات نیز همراه بود.
در نهایت، نیروهای مشروطه‌خواه که از به هم پیوستن اردوی گیلان و اردوی بختیاری شکل گرفته بود، در روز ۳ تیر ۱۲۸۸ به سمت تهران حرکت کردند، در حالی که محمدعلی شاه دروازه‌های تهران را به توپ تجهیز کرده بود و فرستادگان روسیه و انگلیس تلاش می‌کردند آنها را از حمله به پایتخت منصرف کنند. نخستین نبرد در بادامک رخ داد. قوای دولت به فرماندهی چهار افسر روسی با چند توپ در احمدآباد، شاه‌آباد، زرداب و سعیدآباد موضع گرفته بودند. امیرمفخم بختیاری به همراه پیره بینوزوف آبادی‌های شاه‌آباد، حسن‌آباد، قلعه شاه و یافت‌آباد را در دست داشتند. زاپولسکی و پیره بینوزوف مأمور حمله از جناح راست و قلب میدان بودند. با این که مجاهدان، بیش از یک توپ ماکسیم در اختیار نداشتند و در آغاز پیکار، پیروزی نیروهای دولتی، قطعی می‌نمود، پیروزی نهایی حاصل نشد و قوای دولتی مشروطه‌خواهان را وادار به عقب‌نشینی از بعضی مواضعشان (از جمله احمدآباد و تپه‌های اطراف دیه شاه) نمودند. فخرایی می‌گوید که در این نبرد از «هنرنمایی» مسعود بیگ توپچی و فیودور آلمانی داستان‌های شگفت‌آوری تعریف کرده‌اند.
پس از سه روز زد و خورد، برای نیروهای دولتی، قوای کمکی از تهران از راه رسید. فرماندهان نیروهای مشروطه‌خواه تصمیم گرفتند که شبانه و غافلگیرانه، به پایتخت حمله کنند چون فکر می‌کردند که با تقویت جبهه بادامک، قوای کمی در تهران باقی مانده‌اند. آنها این نکته را مد نظر داشتند که تأخیر در فتح پایتخت، ممکن است برایشان مخاطره‌آمیز باشد چرا که از یک سو پیشروی در جبهه بادامک به اشکال برخورده بود و از سوی دیگر، روس‌ها به عجله از خط انزلی به سوی قزوین و تهران پیش می‌آمدند. سردار مریم بختیاری و تعدادی از نیروهای بختیاری، قبل از ورود نیروهای مشروطه‌خواه، مخفیانه وارد تهران شدند تا به محض شروع درگیری‌ها بتوانند در داخل شهر، در اطراف مجلس سنگربندی کنند و با نیروهای قراق بجنگند.

نیروهای ملی در روز ۲۲ تیر موفق شدند دروازه بهجت‌آباد را بگشایند و وارد تهران شوند. آنها بهارستان و محلات شمالی تهران را تصرف کردند و در مسجد سپهسالار مستقر شدند. محمدعلی شاه با سه هزار سرباز و شانزده توپ به سلطنت آباد رفت. لیاخوف نیز در قزاق‌خانه، میدان مشق، توپخانه و ارگ مقاومت می‌کرد. هر یک از فرماندهان مشروطه‌خواه، اشغال قسمتی از شهر را برعهده گرفتند، از جمله ابوالفتح‌زاده به میدان مشق، یپرم به قزاق‌خانه و بختیاری‌ها به توپخانه مأمور شدند. زد و خورد در شهر به مدت سه روز ادامه یافت تا این که در روز ۲۵ تیرماه، محمدعلی شاه به سفارت روسیه پناهنده شد، لیاخوف تسلیم شد و پایتخت به کنترل مشروطه‌خواهان درآمد. در این درگیری‌ها، ۵۰۰ تن کشته شدند و بنا به گزارش مقامات بریتانیا، هیچ غارتی از سوی نیروهای فاتح تهران صورت نگرفت و موارد غارت، توسط نیروهای سلطنتی اتفاق افتاد.

## پیامدها
پس از فتح تهران، با تشکیل مجلس عالی متشکل از پانصد نفر از اعیان، اشراف، شاهزادگان، دیوانسالاران، روحانیان، بازرگانان، سران اصناف و مشروطه‌خواهان سرشناس، محمدعلی شاه را از سلطنت خلع و فرزندش احمد میرزا به سلطنت منصوب شد. عضدالملک، نایب‌السلطنه، محمدولی خان تنکابنی رئیس دولت و وزیر جنگ، سردار اسعد بختیاری وزیر داخله و یپرم خان رئیس نظمیه تهران شدند. بین روسیه و مشروطه‌خواهان مصالحه‌ای شکل گرفت که بر اساس آن بریگاد قزاق به روال سابق در تهران حضور داشته باشد و مسئولیت شهربانی تهران را بر عهده گیرد و در مقابل، روسیه دست از مخاصمه با فاتحان تهران بردارد و حکومت جدید را به رسمیت بشناسد.
محمدعلی شاه که تلاشش برای ماندن در ایران به نتیجه نرسیده بود، مجبور شد در روز ۱۸ شهریور به همراه چهل نفر از بستگان و ملازمان خود از ایران خارج شود و به شهر اودسا برود. دادگاهی در تهران، شماری از مخالفان نامدار مشروطه مانند فضل‌الله نوری، میرهاشم تبریزی و مفاخرالملک را به اعدام محکوم کرد. اعضای این دادگاه (شامل منتصرالدوله، نظام‌السلطان، وحیدالملک شیبانی، جعفرقلی خان استامبولی، سالار فاتح، یمین نظام، میرزا علی اصغر احمدخان، میرزا محمدخان عمیدالسلطان، میرزا محمدخان اعتلاءالملک، سید محمد امام‌زاده، سردار اسعد بختیاری و میرزا ابراهیم زنجانی) را مجلس عالی تعیین کرده‌بود. ابراهیم زنجانی ریاست دادگاه و دادستانی را بر عهده داشت. نعمت احمدی سایر اعضای دادگاه را در نقش هیئت منصفه توصیف کرده و گفته است که «این ترکیب غیرقضایی در مجموعه دادگاه شیخ فضل‌الله، یک گمان را قوت می‌بخشد که اولین و آخرین محاکمه سیاسی ایران با حضور هیئت منصفه تشکیل شده است.» با این حال، احمدی همه اعضای دادگاه را «تندروهای مشروطه» توصیف کرده است.
عمارت بهارستان زیر نظر ارباب کیخسرو و به دست شیخ حسن معمار ترمیم شد و مجلس دوم در ۲۳ آبان ۱۲۸۸ با نطق احمدشاه افتتاح شد. با رای نمایندگان مجلس، موتمن‌الملک پیرنیا رئیس مجلس شد و محمدولی خان تنکابنی به عنوان نخست‌وزیر دولت تشکیل داد.

## تحلیل نقش دولت‌های خارجی
امپراتوری روسیه تزاری و امپراتوری بریتانیا در سال ۱۲۸۶ (۱۹۰۷ میلادی)، معاهده‌ای را امضا کردند که به موجب آن، مناطق شمالی ایران به‌عنوان مناطق تحت نفوذ روسیه و مناطق جنوبی به‌عنوان مناطق تحت نفوذ بریتانیا به رسمیت شناخته شد. با امضای این معاهده که به قرارداد ۱۹۰۷ شهرت یافت، بریتانیا پس از ۷۵ سال، از مخالفت و مقابله با روسیه برای اعمال نفوذ یا تجاوز به مناطق شمالی ایران دست برداشت و روس‌ها اجازه پیدا کردند که برای تضمین منافع خود به هر اقدامی که لازم بود دست بزنند، مشروط بر آن که دامنه این اقدامات به مناطق تحت نفوذشان محدود شود. این قرارداد با تلاش جمهوری فرانسه و به این منظور منعقد شد که رقابت دیرینه بریتانیا و روسیه در غرب آسیا خاتمه پیدا کند و زمینه اتحاد این دو قدرت جهانی علیه امپراتوری آلمان فراهم شود. مشروطه‌خواهان این قرارداد را خطری برای استقلال کشور می‌دانستند چون به عقیده آنها، دست روسیه را برای مداخله به نفع محمدعلی شاه بازتر کرد تا بتواند بدون واهمه از بریتانیا که به نوعی جانب مشروطه‌خواهان را داشت، اقدام کند.
با توجه به بررسی حسن زندیه بر روی محتوای کتاب آبی، دولت انگلیس پس از به توپ بستن مجلس تلاش می‌کرد از مداخله به نفع هر یک از طرفین (مشروطه‌خواهان و طرفداران محمدعلی شاه) خودداری کند تا مشخص شود کدام طرف بر دیگری غلبه می‌کند. ادوارد گری، وزیر خارجه بریتانیا در نطق خود در مجلس آن کشور اظهار داشته بود که تا در ایران مشروطه برقرار نشود، اوضاع بهتر نخواهد شد و در این مورد شاه ایران را «نصیحت خواهد کرد». با این حال، سیاست انگلیس اجتناب از برخورد با نیروهای روس در ایران بود و دست روس‌ها در انجام عملیات نظامی در ایران باز بود. انگلیس با خواسته روسیه برای عبور نیروهای نظامی قزاق از مرز ایران و وارد شدن به تبریز برای محافظت از کنسولگری روسیه در این شهر موافقت کرد. به گفته زندیه، حتی در این زمان، روزنامه‌های انگلیسی از این اقدام روسیه انتقاد نمی‌کردند و صرفاً در مورد اجتناب‌ناپذیر بودن این برخورد، اظهار تاسف می‌نمودند. بعضی از مستشاران روس، از نزدیکان محمدعلی شاه بودند و روی او نفوذ قابل توجهی داشتند. به‌طور مثال، سرگئی شاپشال معلم زبان روسی او در دوران ولیعهدی بود و ولادیمیر لیاخوف نیز توسط او به فرماندهی بریگاد قزاق منصوب شده بود. ناصر نجمی معتقد است که روسیه در این دوران متمایل به تداوم سلطنت محمدعلی شاه بود اما انگلیس از سیاستی پیروی می‌کرد که نتیجه آن می‌توانست روی کار آمدن ظل‌السلطان باشد. با شروع مقاومت تبریز، هر دو دولت به محمدعلی شاه توصیه کردند که مشروطه را مجدداً برقرار سازد. اما محمدعلی شاه تصمیمی برای عملی کردن این توصیه‌ها نداشت و برای این که موجب ناخشنودی آنها نشود، دست به اقداماتی (مانند تشکیل مجلس شورای مملکتی) زد که البته از نظر دو دولت، کافی و رضایت‌بخش نبود.
این دو دولت، از سوی دیگر تلاش می‌کردند از شور و حرارت مشروطه‌خواهان بکاهند؛ چنان‌که با مراجع تقلید نجف در این زمینه وارد مذاکره شدند و وقتی نیروهای مشروطه‌خواه از گیلان و اصفهان به سمت تهران حرکت کردند، به آنها توصیه می‌کردند که حرکت خود را متوقف کنند. هرچند که این توصیه‌ها مورد توجه آنها قرار نگرفت.

## منبع‌شناسی